# Monegunda de Tours
Monegunda de Tours (Chartres Francia; 515-Tours, 2 de julio de 570) fue una madre de familia y anacoreta francesa del siglo VI.
Monegunda se casó y fue madre de dos hijas, que murieron infantes, lo que sumergió a la madre, en una depresión, la cual temía que la pena la embargaba, la hiciese concentrarse en sí misma, misma que pudo superar, llenando el vacío de su vida, con la presencia de Dios, para lo cual optó, por una vida como ermitaña. Construyó con el apoyo de su esposo, una habitación donde podía dedicar su vida a la soledad y la oración.
La habitación sólo tenía como mobiliario una estera, en la que tomaba su corto reposo. Su único alimento era un poco de pan de avena y agua. Después de varios años en ese modo vida, Monegunda se ganó una fama y reputación de santidad, que para evitarla, decidió trasladarse a Tours, en Neustria, donde construyó una ermita cerca de la tumba de San Martín de Tours, siguiendo su misma regla de vida. Pronto otras mujeres, la imitaron y se unieron a ella en soledad y oración, por lo que se ampliaron y construyeron un convento denominado Saint-Pierre-le-Puellier (San Pedro el pordiosero).
Curó a una mujer que había quedado ciega con oración y tocando a la mujer con la señal de la cruz; también sanó a un sordo, y a una joven que sufría pústula en Avoine. Los milagros continuaron, ya con la niña cubierta de úlceras, o con la viuda que curó de la contractura de sus manos, o el ciego que le puso las manos encima. Esto atendía, a la vez que la oración y recepción de enfermos.
Murió en el año 570 en Tours de causas naturales. Fue enterrada en su celda y su tumba se convirtió en lugar de peregrinaje, donde se siguieron obrando numerosos milagros que, San Gregorio de Tours describió en un relato de su vida. Su santuario fue destruido en 1562 por los protestantes hugonotes, logrando salvar la mayoría de sus reliquias. Se re-consagraron solemnemente en 1697. Es considerada santa católica y su santoral se celebra el 2 de julio.